# Edward Chichester, 9. Baronet

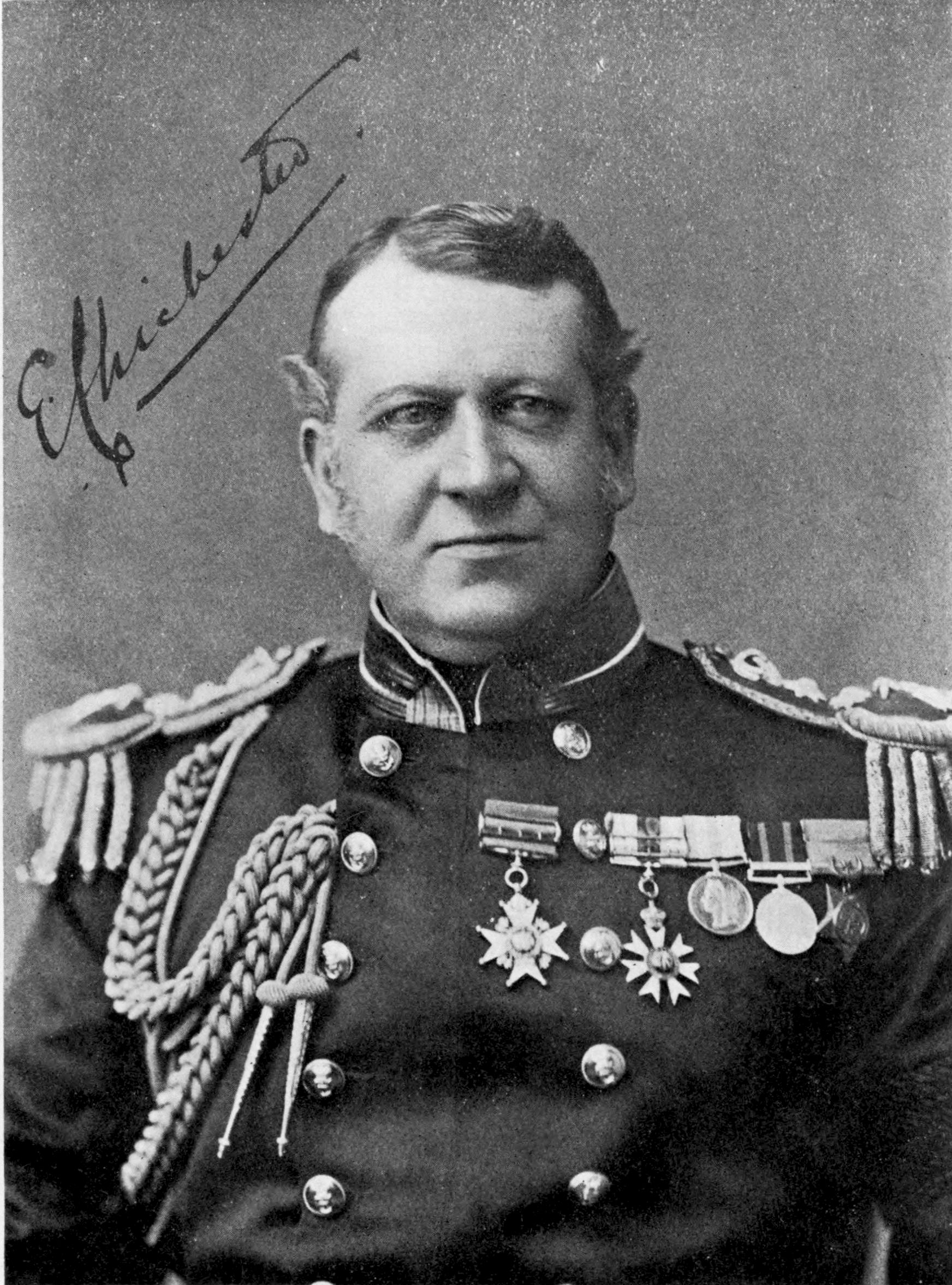
Edward Chichester. Fotografie von 1903.

Sir Edward Chichester, 9. Baronet CB, CMG (* 20. November 1849; † 17. September 1906 in Gibraltar) war ein britischer Adliger und Admiral.

## Herkunft und Karriere als Marineoffizier
Edward Chichester entstammte der Familie Chichester, einer alten Familie der Gentry aus Devon. Er war der älteste Sohn von Sir Arthur Chichester, 8. Baronet und dessen Frau Mary Nicholetts. Mit dreizehn Jahren trat er als Kadett in die Royal Navy ein und wurde 1870 zum Lieutenant befördert. 1881 nahm er am Ersten Burenkrieg und 1882 an der Besetzung von Ägypten teil. Von 1884 bis 1885 diente er während der Kämpfe in Ägypten. 1889 wurde er zum Captain befördert. Von 1899 bis 1901 leitete er die Seetransporte während des Zweiten Burenkriegs nach Südafrika und wurde mentioned in dispatches. Für seine Verdienste wurde er 1899 als Companion des Order of St. Michael and St. George und 1900 als Companion des Order of the Bath ausgezeichnet. Von 1899 bis 1901 hatte er die Stellung eines Aide-de-camp bei Königin Victoria, nach deren Tod bis 1902 in derselben Funktion bei König Eduard VII. 1902 wurde er zum Rear-Admiral befördert. Von 1904 bis zu seinem Tod diente er als Kommandant der britischen Marinestation in Gibraltar.
Beim Tod seines Vaters im Juli 1898 hatte er dessen Adelstitel Baronet, of Raleigh in the County of Devon, sowie dessen Landbesitz geerbt, darunter Youlston Park bei Barnstaple. Nach seinem Tod wurde sein Leichnam nach Großbritannien überführt und in Sherwill bei Barnstaple beigesetzt.

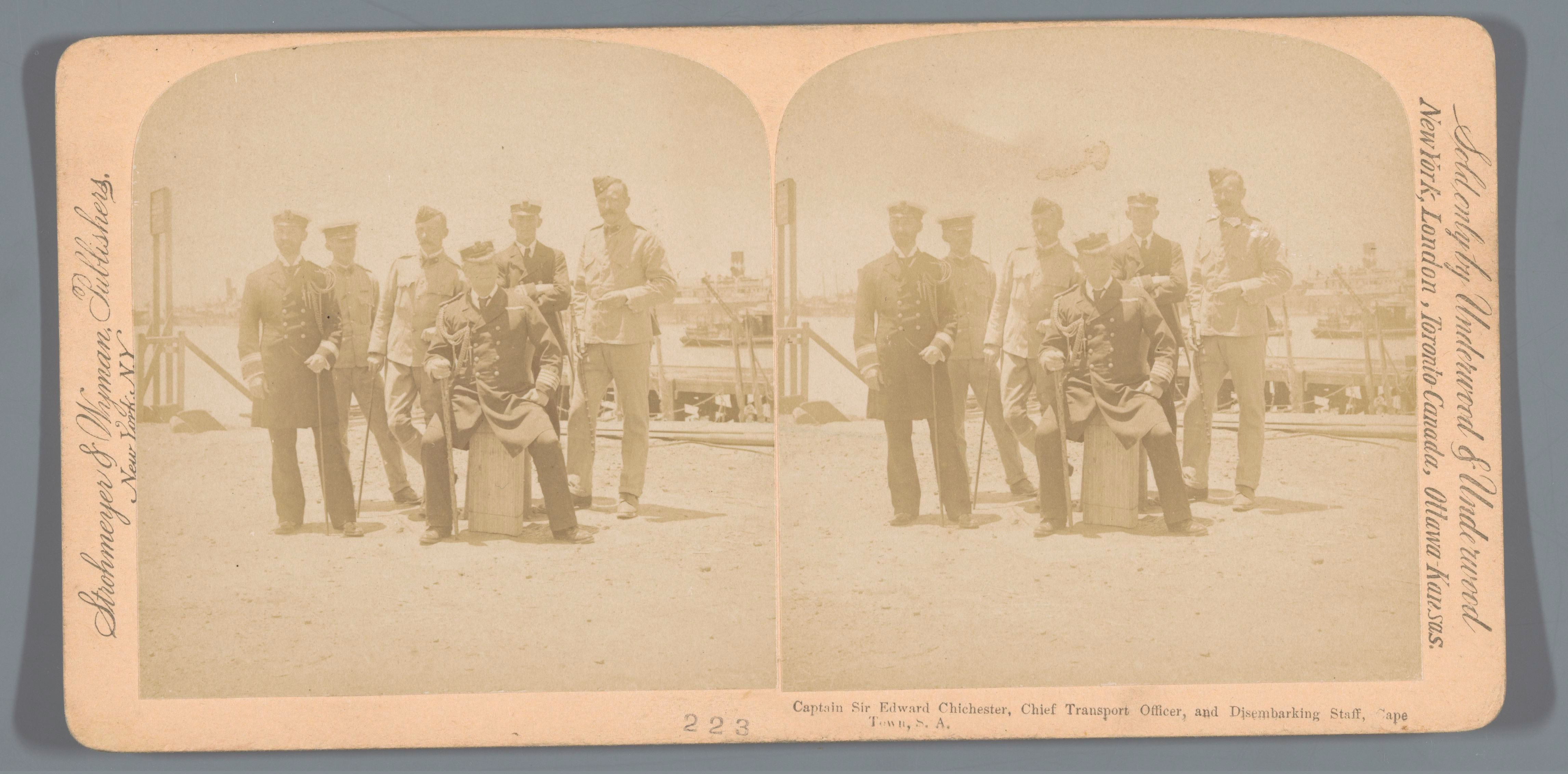
Edward Chichester und sein Stab in Kapstadt. Zwischen 1900 und 1905 entstandene Fotografie.

## Familie und Nachkommen
Chichester hatte am 12. Oktober 1880 Emma Whyte, eine Tochter des Marineoffiziers Robert Charles Whyte geheiratet. Mit ihr hatte er vier Söhne und sechs Töchter:
- Catherina Edina Chichester (1881–1963) ⚭ Charles Venables Beresford;
- Sir Edward George Chichester, 10. Baronet (1883–1940), Commander der Royal Navy Naval Brigade;
- Janet Chichester (um 1884–1966) ⚭ Edward Hornby Beckwith;
- Arthur Whyte Chichester (1885–1951), Colonel des Royal Army Service Corps;
- Victoria May Chichester (1887–1968) ⚭ Gilbert Wills, 1. Baron Dulverton;
- Robert Charles Chichester (1889–⚔ 1916), Lieutenant der Royal Navy;
- Edith Mary Chichester (1891–1976) ⚭ Sir Charles Stephen Bine Renshaw, 2. Baronet;
- Fanny Chichester (1892–1989) ⚭ Patrick Maitland Campbell;
- Joanna Chichester (1893–1982);
- Marcus Beresford Chichester (1896–1985).

Bei seinem Tod erbte sein ältester Sohn Edward Chichester seinen Titel.